# Nummerhäst
Nummerhästar var den äldre benämningen på stamhästar som var de hästar som tillhörde kronan (eller rusthållare, rotehållare) och som var insatta vid trupp, där hästar skulle finnas på stat. Vid arméerna erfordrades förr hästar till stort antal i krigstid såväl för de beridna trupperna, för artilleriet och för de officerare som måste tjänstgöra till häst, som för transport av tross och förnödenheter. De hästar, som erfordrades för trupperna på fredsfot, var i de flesta länder statens tillhörighet och anskaffades av armén genom gemensam remontering, varefter hästarna fördelades på trupperna.
För försörjningen av hästar fanns utöver nummerhästarna ett system med ackordshästar. Detta innebar att hästar lånades ut till bönder, ridskolor och privatpersoner. Vid militära övningar måste hästarna infinna sig för tjänstgöring. Ackordshästarna var dels ridhästar (varmblod), dels nordsvenskar och ardenner för tyngre arbeten. Om nummerhästar och ackordshästar inte skulle räcka till vid mobilisering fanns möjligheter att utöka antalet genom att rekvirera civilägda hästar.
Den mest kända nummerhästen torde vara den skimmel som reds av Stenbocks kurir efter slaget vid Helsingborg 1710:
| ”                                           | Den forne nummerhästen, Av skum och blod betäckt, Tycks gripen av en iver Med ryttarens i släkt. Han också stått i ledet Och offrar glad sin hud För att i morgon bära Till Stockholm Stenbocks bud. | „ |
| – Utdrg ur Stenbocks kurir av Carl Snoilsky | |   |

## Statliga kostnader
Kronan hade stora kostnader att hålla nummerhästar vilket framgår av följande utdrag ur landshövdingens i Uppsala femårsberättelse den 30 november 1822:.
Landet är ganska tungt roterat och knekthållet en av de betydligaste bördorna. Särskilt
besvärande är rustningsskyldigheten i anseende dels till bristen och dyrheten att hålla
tjänliga hästar, ringa tillgång på foder och gott bete, kostsamma och tidsspillande åtgärder
för att underhålla monderingarna för häst och karl. ……..
……………
Kostnaden för rustningen kan beräknas i anseende till dragonen liksom för soldaten med
avdrag av mötespassevolancen 8 riksdaler till 92 riksdaler.
943 lispund hö à 12 skilling för nummerhäst 60:36
Halmen är gottgjord genom spillningens värde
7 tunnor 19 kappar havre 39:14
Tidspillan vid hästens ryckt 9:32
Mötes och tross passevolancen 25:-
Dragonhästens inköpspris 200 riksdaler fördelat på 12 år blir 16:32
Två karlar och hästmonderingar, där kostnaden fördelas på 6 år är 62:10
Mindre beklädnadspersedlar samt inköp av kreatur och sängkläder, handpenningar mm
ungefär 4:16
Tillsammans 309 riksdaler 44 skilling